# Provincia Zarumilla

Provincia Zarumilla este una din cele 3 provincii peruviene din Departamentul Tumbes din sudul țării.
Provincia Zarumilla se învecinează la nord cu Oceanul Pacific, la oest cu Provincia de Tumbes, la sud și la est cu Ecuador.

## Diviziune politică
Tacna este împărțită în 4 Districte (Distritos).
- Zarumilla
- Aguas Verdes
- Matapalo
- Papayal

## Capitala
Capitala acestei provincii este orașul Zarumilla.